# Buddhistický fundamentalismus
Buddhistický fundamentalismus je fundamentalismus, který motivuje odlišnost víry, která je jiná než buddhismus.

## Historie
Historicky například v Japonsku je Ničiren a jeho buddhistická sekta fundamentalistická. Ničirenův buddhismus také inspiruje nová náboženská hnutí.

## Současnost
Například v Myanmaru jde o nacionalistické buddhistické hnutí 696. Srí Lanka je také stát, kde nacionalistický buddhismus (například organizace Bodu Bala Sena) je označován za fundamentalistický. I sekty tibetského buddhismu vykazují známky fundamentalismu. Známé jsou také útoky japonské sekty Óm šinrikjó.